# Кобра (приток Моломы)
Кобра (Западная Кобра) — река в Кировской области России, правый приток Моломы (бассейн Волги). Устье реки находится в 106 км по правому берегу реки Молома. Длина реки составляет 66 км. Площадь водосборного бассейна — 834 км². На реке расположен центр Даровского района Кировской области посёлок Даровской.
Исток реки находится к югу от села Верхвонданка в 19 км к северо-западу от посёлка Даровской. Рядом с истоком Кобры находится исток Чернушки, притока Ветлуги, здесь проходит водораздел бассейнов Ветлуги и Вятки. Река течёт на восток, затем на юго-восток, протекает посёлок Даровской и поворачивает ниже на северо-восток. Кроме Даровского на реке стоят деревни Варзичи, Блохичи, Гусята. В нижнем течении на реке село Кобра, центр Кобрского сельского поселения. Двумя километрами восточнее села река впадает в Молому. Ширина реки перед устьем — 32 метра.
Высота истока — 164,7 м над уровнем моря. Высота устья — 103,2 м над уровнем моря.

## Притоки
Основные притоки (место впадения от устья):
- Пиксур (32 км) — левый
- Даровка (38 км) — правый
- Чернушка (42 км) — правый.

## Данные водного реестра
По данным государственного водного реестра России относится к Камскому бассейновому округу, водохозяйственный участок реки — Вятка от города Киров до города Котельнич, речной подбассейн реки — Вятка. Речной бассейн реки — Кама.
Код объекта в государственном водном реестре — 10010300312111100035812.